# José María Langlais

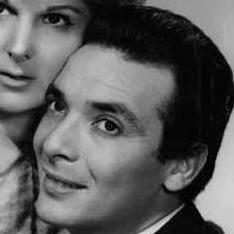
José María Langlais

José María Langlais (Buenos Aires,  25 de novembro de 1934 - Buenos Aires, 3 de fevereiro de 2006) foi um ator argentino.
Começou a carreira no teatro em peças menores, mas foi com o musical "O Homem de La Mancha", que excursionou para vários países. 
Em 1960, estreou na televisão fazendo teleteatro no Canal 9, com adaptações como O Fantasma da Ópera, no programa "Obras Maestras del Terror".
No cinema, estreou no filme Tercer Mundo, de Ángel Acciaresi e ao lado de Jardel Filho como protagonista. O filme, que é uma co-produção Brasil-Argentina, foi rodado entre 1961 e 1962 mas só estreou em 1973.
Entre suas atuações, estão Piel naranja (telenovela), "Con alma y vida" (filme), "Cristóbal Colón en la Facultad de Medicina" (filme), entre outras produções. Também trabalhou em várias radionovelas.
Seu último trabalho foi na minissérie Tiempo Final, produzida pela BBTV e Telefé Contenidos e apresentada pela Telefé, com estréia em 3 de agosto de 2000 (depois adaptada para vários países, como Chile e Portugal).